# Сеїт Сеттар Челебі
Сеїт Сеттар Челебі (крим. Seit Settar Çelebi; 1789 — ?, не раніше 1849) — купець, міський голова Сімферополя.

## Біографія
Народився у 1789 році в родині Умера Челебі.
У 36 років, 27 квітня 1825 року, був зарахований до 3-ї гільдії купців. У Сімферополі мав будинок, заїжджий двір, магазин, дві лавки, в Алушті мав фруктовий сад до 10 десятин (10 га). Був одружений з Абібе-ханум, але дітей у сім'ї не було. Подружжя виховували прийомного сина — Міраса Зеврій оглу.
На загальноміських виборах 22 грудня 1832 року Челебі був обраний міським головою Сімферополя на трирічний період. У посаду прийшов 20 лютого 1833 року.
Через три роки, на виборах 22 листопада 1835, Сеїт Сеттар знову був обраний міським головою і 2 грудня 1835 затверджений на посаді.
Втрете його обрали 12 грудня 1838 і затверджели на посаді градоначальника 31 грудня 1838 року.
Челебі трічі нагороджувався золотою медаллю з написом «За старанність» в 1842 (вручена 26 лютого 1843 року), 1846 (вручена 6 травня) та 1849 роках. Зі змісту текстів нагородних листів 1843 і 1846 років випливає, що купець Сеїт Сеттар Челебі, як і раніше, був городським головою міста (з 1832-го до кінця 1840-х років).
У 1849 році в районі сучасного Старого міста Сімферополя на його кошти була побудована мечеть Сеїт Сеттар, названа на його честь. Навколо мечеті свормувався район Сеїт Сеттар Мааллеси (крим. Seit Settar maallesı).
Точна дата смерті невідома.

## Нагороди
- Золота медаль на Анненській стрічці з написом «За старанність» для носіння на шиї (1842)[3]
- Золота медаль на Володимирській стрічці з написом «За старанність» для носіння на шиї (1846)[4]
- Золота медаль на Олександрівській стрічці з написом «За старанність» для носіння на шиї (1849)[5]